# Phantasm
Série
Phantasm 2
(1988)
Pour plus de détails, voir Fiche technique et Distribution.
Phantasm ou Fantasme au Québec est un slasher américain réalisé par Don Coscarelli, sorti en 1979 qui présente l'Homme en Noir (Angus Scrimm), un croque-mort surnaturel et malveillant qui transforme les morts de la Terre en zombies de tailles réduites pour les envoyer dans une autre dimension afin des les utiliser comme esclaves.
Le film suit un adolescent qui découvre des phénomènes et des êtres aussi terrifiants que fantastiques, qui hantent les locaux d'une entreprise de pompes funèbres.
Phantasm donnera naissance à quatre suites.

## Synopsis
Alors qu'ils ont des relations sexuelles dans le cimetière de Morningside, un homme nommé Tommy est tué par sa partenaire. Lors des funérailles, les amis de Tommy, Jody et Reggie, croient qu'il s'est suicidé. Mike Pearson, le frère de Jody âgé de 13 ans, observe secrètement les funérailles aux jumelles et voit le croque-mort - surnommée "l'Homme en Noir" - replacer le lourd cercueil de Tommy sans effort malgré son poids dans le corbillard en lieu et place de terminer l'enterrement. Inquiet, Mike se rend alors chez une vieille voyante et lui raconte ses peurs ainsi que ce qu'il a vu au cimetière. 
Plus tard, Jody est séduit par une prostituée dans un bar et qui l'emmène au sinistre cimetière pour avoir des relations sexuelles. Cependant, ils sont interrompus par Mike qui a suivi Jody et a été chassé de sa cachette par une petite silhouette cagoulée hurlant. Mike essaie de parler à Jody de la créature, mais Jody s'en fiche. Au mausolée, Mike est poursuivi par une mystérieuse sphère argentée volante et est ensuite attrapé par le gardien, mais Mike s'échappe lorsque la sphère tue le gardien par erreur. Mike échappe alors à l'Homme en Noir en claquant une porte pour s'enfuir. Les doigts de l'Homme en Noir sont alors coincés puis coupés au couteau par Mike, mais ils continuent de bouger sur le sol en dégoulinant de sang jaune. Emportant l'un des doigts avec lui comme preuve, Mike quitte le mausolée.
Le doigt toujours en mouvement suffit à convaincre Jody des histoires de Mike. Avant que Jody ne puisse l'apporter au shérif, le doigt se transforme en mouche noire géante. Reggie, leur ami, qui voit le doigt transformé en insecte géant les attaquer, rejoint les frères dans leur enquête. Jody se rend seul au cimetière mais est chassé par les êtres de petites tailles encapuchonnées et un corbillard apparemment sans conducteur. Il est sauvé par Mike dans sa Plymouth Cuda noire. En faisant sortir le corbillard de la route, ils découvrent avec stupeur qu'il était en fait conduit par l'une des petites créatures, un "Tommy" réanimé et rétréci, qu'ils cachent dans le camion de glaces de leur ami Reggie.
Reggie et Jody décident de vaincre l'Homme en Noir, tandis que Mike est caché dans une boutique d'antiquités appartenant à deux amies  de Jody, Sally et Sue. Là, Mike découvre une vieille photo de l'Homme en Noir en croque-mort d'un autre siècle et insiste pour être ramené chez lui. Sur le chemin, Mike, Sally et Sue tombent sur le camion de glaces de Reggie renversé. Ils sont attaqués dans la voiture par une horde de petites créatures encapuchonnés. Mike parvient à s'échapper par le pare-brise arrière du véhicule, en présumant que les filles et Reggie sont morts.
Jody se rend au mausolée pour tuer l'Homme en Noir, enfermant d'abord Mike dans sa chambre pour sa propre sécurité. Mike s'échappe habilement, mais tombe sur l'Homme en Noir qui l'attendait devant la porte d'entrée de sa maison. L'Homme en Noir kidnappe Mike dans un corbillard, mais Mike s'échappe une nouvelle fois de justesse avant que le corbillard ne heurte un poteau puis explose. En cherchant Jody dans le mausolée, Mike est pris pour cible par l'étrange sphère, l'orbe d'argent,  jusqu'à ce que Jody la détruise avec son fusil à pompe. Mike et Jody retrouvent Reggie et ensemble, ils entrent dans une pièce étrangement blanche, remplie de bidons noirs contenant les créatures de petites tailles. Mike aperçoit brièvement à travers un portail dimensionnel un monde rouge et chaud où les petites créatures travaillent, semble-t-il, comme esclaves.
Une panne de courant soudaine sépare le trio d'amis. Resté seul dans la pièce, Reggie active le portail dimensionnel, créant un puissant vide d'air dont il s'échappe non sans mal. Dans la tempête qui s'ensuit, Reggie est poignardé devant le mausolée par la même prostitué qui avait tuée Tommy et séduit Jody.  Tandis que Mike et son frère s'enfuient, le grand mausolée disparaît dans un rayonnement. Jody élabore alors un plan pour piéger l'Homme en Noir dans un des puits de la mine abandonnée avoisinante. L'Homme en Noir attaque Mike chez lui et le poursuit à l'extérieur de la maison où chemin faisant il finit par tomber dans le vieux puits et enseveli sous une avalanche de roches déclenchée par Jody.
Mike se réveille alors chez lui, dans son lit, toujours inquiet de l'Homme en Noir et ses monstrueuses créatures. Dans le salon, Reggie lui dit que tout ce que Mike a vécu jusqu'à présent n'était qu'un cauchemar provoqué par le chagrin du deuil car Jody est mort dans un accident de voiture l'année précédente. Promettant de s'occuper de Mike comme l'aurait fait son grand frère, Reggie propose un voyage en voiture pour se changer les idées. Mike acquiesce et sourit à l'idée de voyager. Lorsque Mike entre dans sa chambre pour faire ses bagages, l'Homme en Noir apparaît et des mains monstrueuses sortent du miroir de l'armoire derrière Mike en le brisant en attrapant Mike pour l'amener à l'intérieur.

## Fiche technique
- Titre français et original : Phantasm
- Titre québécois : Fantasme
- Réalisation : Don Coscarelli
- Scénario : Don Coscarelli
- Production : Dac Coscarelli et Paul Pepperman
- Photographie : Don Coscarelli
- Son : Robert J. Litt
- Montage : Don Coscarelli
- Musique : Fred Myrow et Malcolm Seagrave
- Société de production : New Breed Productions Inc.
- Sociétés de distribution :  Avco Embassy Pictures,  Astral Films
- Budget : 300 000 $[2]
- Pays de production : États-Unis
- Langue originale : anglais
- Format : Couleurs - Mono - 1.85 : 1 - 35 mm
- Genre : horreur, fantastique
- Durée : 88 minutes
- Dates de sortie : 
  - États-Unis : 28 mars 1979
  - France : 4 juillet 1979
- Classification : film interdit aux moins de 16 ans lors de sa sortie en France au cinéma

## Distribution
- Angus Scrimm : l'Homme en Noir (the Tall Man en VO)
- A. Michael Baldwin (VF : Jackie Berger) : Michael « Mike » Pearson
- Bill Thornbury (VF : François Leccia) : Jody Pearson
- Reggie Bannister : Reggie
- Kathy Lester : la femme à la robe lavande
- Terrie Kalbus (VF : Maik Darah) : la petite-fille de la voyante
- Kenneth V. Jones : le gardien
- Susan Harper : la petite amie
- Lynn Eastman-Rossi : Sally
- David Arntzen : Toby
- Ralph Richmond : le barman
- Bill Cone : Tommy
- Laura Mann :  la doublure (poitrine) de la femme à la robe lavande
- Mary Ellen Shaw : la voyante
- Myrtle Scotton : une jeune fille

## Accueil
Le film a connu le succès commercial, rapportant environ 11 988 000 $ au box-office en Amérique du Nord pour un budget de 300 000 $. En France, il a réalisé 536 940 entrées.
Il a reçu un accueil critique favorable, recueillant 73 % de critiques positives sur le site agrégateur de critiques Rotten Tomatoes.

## Distinctions
Phantasm a remporté le prix spécial du jury au Festival international du film fantastique d'Avoriaz 1979 et a été nommé au Saturn Award du meilleur film d'horreur en 1980.

## Éditions en vidéo
Le film est sorti en France chez l'éditeur ESC Editions d'abord en combo DVD / Blu-ray (sortie le 6 juin 2017) puis en DVD simple avec plusieurs bonus et enfin en coffret intégrale (sorti le 31 octobre 2017).